# Doraemon: Nobita no kekkon zen'ya
Doraemon: Nobita no kekkon zen'ya (ドラえもん：のび太の結婚前夜?, Doraemon: Nobita no kekkon zen'ya, lett. "Doraemon - La vigilia delle nozze di Nobita") è un cortometraggio anime del 1999 diretto da Ayumu Watanabe.

## Trama
Doraemon e Nobita viaggiano nel futuro per vedere se quest'ultimo sposerà Shizuka, ma giunti a destinazione, i due scoprono di essere arrivati il giorno prima del matrimonio. Nobita e Doraemon seguono il futuro Nobita ed i suoi amici che cercano di riportare a casa dalla propria padrona un gattino perduto. Alla fine della storia il padre di Shizuka ha una lunga chiacchierata con Shizuka adulta sulla sua scelta di sposare Nobita, fornendole tutto il suo appoggio. La storia termina con il matrimonio fra Nobita e Shizuka.

## Distribuzione
Il cortometraggio è stato proiettato per la prima volta nelle sale cinematografiche giapponesi il 6 marzo 1999, in contemporanea con Doraemon: Nobita no uchū hyōryūki e The Doraemons: Okashina okashina okashinana!?.
Il titolo internazionale del film è Doraemon: Nobita's the Night Before a Wedding.